# Isla Anilina
La isla Anilina (en inglés: Aniline Island) es una pequeña isla rocosa, de cima plana con 5 m s. n. m. de alto, situada a 1,5 km al sursudoeste de punta Dartmouth en el fiordo Moraine, Georgia del Sur. La isla aparece en los mapas antiguos, pero el nombre fue dado por el estudio de las Dependencias de las Islas Malvinas (FIDS) en 1951 a raíz de una encuesta de boceto. Su nombre se debe a un químico utilizado en la preparación de un examen histológico de los especímenes recogidos por FIDS.
La isla es administrada por el Reino Unido como parte del territorio de ultramar de las Islas Georgias del Sur y Sandwich del Sur, pero también es reclamada por la República Argentina que la considera parte del Departamento Islas del Atlántico Sur dentro de la provincia de Tierra del Fuego, Antártida e Islas del Atlántico Sur.